# Apatou

Gmina Apatou na mapie Gujany Francuskiej

Apatou – miasto w Gujanie Francuskiej. W 2013 roku liczyło 6839 mieszkańców.